# Ratuș
Ratuș è un comune della Moldavia situato nel distretto di Telenești di 1.936 abitanti al censimento del 2004.

## Località
Il comune è formato dall'insieme delle seguenti località (popolazione 2004):
- Ratuș (919 abitanti)
- Mîndra (391 abitanti)
- Sărătenii Noi (292 abitanti)
- Zăicanii (171 abitanti)
- Zăicanii Noi (163 abitanti)